# Alton (Missouri)
Alton é uma cidade localizada no estado americano de Missouri, no Condado de Oregon.

## Demografia
Segundo o censo americano de 2000, a sua população era de 668 habitantes. 
Em 2006, foi estimada uma população de 648, um decréscimo de 20 (-3.0%).

## Geografia
De acordo com o United States Census Bureau tem uma área de 
2,2 km², dos quais 2,2 km² cobertos por terra e 0,0 km² cobertos por água. Alton localiza-se a aproximadamente 276 m acima do nível do mar.

## Localidades na vizinhança
O diagrama seguinte representa as localidades num raio de 36 km ao redor de Alton. 